# Syzeuctus leptopunctatus
Syzeuctus leptopunctatus är en stekelart som beskrevs av Dali Chandra och Gupta 1977. Syzeuctus leptopunctatus ingår i släktet Syzeuctus och familjen brokparasitsteklar. Inga underarter finns listade i Catalogue of Life.